# Penninkiluoma
Penninkiluoma är en sjö i Finland och Ryssland. Den ligger i den nordöstra delen av Finland, 700 km norr om huvudstaden Helsingfors. Penninkiluoma ligger 242,3 meter över havet.
Inlandsklimat råder i trakten. Årsmedeltemperaturen i trakten är −3 °C. Den varmaste månaden är juli, då medeltemperaturen är 15 °C, och den kallaste är januari, med −18 °C.